# Ђорђе (Алексин) Карађорђевић
Ђорђе Карађорђевић (Кишињев, 1827 — Бадгастајн, 4. август (23. јул) 1884), такође Ђока Карађорђевић, је био гардијски поручник у руској војсци, и потпуковник и ађутант у српској војсци. Ђорђе Карађорђевић је син Алексе Карађорђевића и Марије Трокин. Рођен је у руском граду Кишињев (данас у Молдавији). По завршетку школовања у Пажеском корпусу био је гардијски поручник у царевом Преображенском гардијском пуку, касније мајор, а по доласку у Кнежевину Србију потпуковник и ађутант код свог стрица кнеза Александра Карађорђевића. Потпуковник Ђорђе Карађорђевић оженио се Саром, кћерком мајора Мише Анастасијевића и Христине Урошевић. Капетан Миша Анастасијевић је покушао на Светоандрејској скупштини да доведе свог зета Ђорђа на престо Србије, али није успео у тој намери. Ђорђе Карађорђевић је после живео у Ници и Паризу. Имао је два сина — Алексу Карађорђевића и Божидара Карађорђевића.

## Смрт и сахрана
Према писању аустријског листа Neue Freie Presse, Ђорђе је преминуо 4. августа (23. јула) 1884. у Бад Гастајну у данашњој савезној држави Салцбург. Посмртни остаци су у Бечу премештени 9. августа (28. јула) у 10 пре подне. Опело је у грчкој православној цркви Свете Тројице у улици Флајшмаркт у Бечу вршио архимандрит Филарет Јанулис. У цркви је, поред његове удовице Сарке и синова Алексе и Божидара, био присутан и посланик Португала у Аустро-Угарској, виконт од Балмора и део Срба који су живели у Бечу. По окончаном опелу је сахрањен на гробљу Светог Марка. Пар година пре њега му је тамо била сахрањена стрина Персида, а годину дана након њега и стриц Александар. Тамо су између осталих сахрањени и Вук Караџић и Волфганг Амадеус Моцарт.
Када је Опленац завршен, његов брат од стрица краљ Петар I Карађорђевић је 1911. преместио свог оца и мајку из тог гробља у Србију, али из неког разлога њега није премештао. Кнез Павле је у једној послератној преписци спомињао да вероватно има неког старог династичког спора између њих, али ништа конкретно није навео. Колико је познато, закључно са 11. јулом 2023. је Ђорђе и даље тамо сахрањен, и један је од ретких Карађорђевића који није премештен у Опленац.

## Портрет из 1852.
Новине Време су 4. фебруара 1930. објавиле вест да је Ђорђева супруга Сара Карађорђевић предала Београдском универзитету његов и њен портрет, који је сликао Јован Поповић. Ђорђев портрет је био из 1852, а Саркин из 1856. Тадашњи ректор универзитета др Чедомиљ Митровић је од Сарке пошиљку из Берлина примио пар дана пре објаве вести, уз њену жељу и посвету да се њен и портрет њеног мужа поставе поред портрета њеног оца капетана Мише Анастасијевића. Жеља јој је била услишена, и оба портрета су била постављена на жељеном месту у ректорској соби, и налазила су се са леве и десне стране капетана Мише. Портрети до тада нису били познати широј јавности, а у Београд су дошли посредством чувеног београдског адвоката Симе Адање.

## Породично стабло
| \| \| \| \| \| \| \| \| 4. Карађорђе \| \| \| \| \| \| \| \| \| \| \| \| \| \| \| \| \| \| \| \| \| \| \| \| \| \| \| \| \| \| \| \| \| \| \| \| \| \| \| \| \| \| 2. Алекса Карађорђевић \| \| \| \| \| \| \| \| \| \| \| \| \| \| \| \| \| \| \| \| \| \| \| \| \| \| \| \| \| \| \| \| \| \| \| \| \| \| \| \| \| \| \| \| \| \| \| \| 5. Јелена Петровић \| \| \| \| \| \| \| \| \| \| \| \| \| \| \| \| \| \| \| \| \| \| \| \| \| \| \| \| \| \| \| \| \| \| \| \| \| \| \| \| \| \| \| \| \| \| \| \| 1. Ђорђе Карађорђевић \| \| \| \| \| \| \| \| \| \| \| \| \| \| \| \| \| \| \| \| \| \| \| \| \| \| \| \| \| \| \| \| \| \| \| \| \| \| \| \| \| \| \| \| \| \| \| \| \| \| \| \| \| \| \| \| \| \| \| \| \| \| \| \| \| \| \| \| \| \| \| \| \| \| \| \| \| \| \| \| \| \| \| \| \| \| \| \| \| \| \| \| \| \| \| \| 3. Марија Трокин \| \| \| \| \| \| \| \| \| \| \| \| \| \| \| \| \| \| \| \| \| \| \| \| \| \| \| \| \| \| \| \| \| \| |                        |  |  |  |  |  |              |  |  |  |
| |                        |  |  |  |  |  | 4. Карађорђе |  |  |  |
| |                        |  |  |  |  |  |              |  |  |  |
| |                        |  |  |  |  |  |              |  |  |  |
| |                        |  |  |  |  |  |              |  |  |  |
| | 2. Алекса Карађорђевић |  |  |  |  |  |              |  |  |  |
| |                        |  |  |  |  |  |              |  |  |  |
| |                        |  |  |  |  |  |              |  |  |  |
| |                        |  |  |  |  |  |              |  |  |  |
| | 5. Јелена Петровић     |  |  |  |  |  |              |  |  |  |
| |                        |  |  |  |  |  |              |  |  |  |
| |                        |  |  |  |  |  |              |  |  |  |
| |                        |  |  |  |  |  |              |  |  |  |
| | 1. Ђорђе Карађорђевић  |  |  |  |  |  |              |  |  |  |
| |                        |  |  |  |  |  |              |  |  |  |
| |                        |  |  |  |  |  |              |  |  |  |
| |                        |  |  |  |  |  |              |  |  |  |
| |                        |  |  |  |  |  |              |  |  |  |
| |                        |  |  |  |  |  |              |  |  |  |
| |                        |  |  |  |  |  |              |  |  |  |
| |                        |  |  |  |  |  |              |  |  |  |
| | 3. Марија Трокин       |  |  |  |  |  |              |  |  |  |
| |                        |  |  |  |  |  |              |  |  |  |
| |                        |  |  |  |  |  |              |  |  |  |

## Породица

### Супружник
| име                | слика | датум рођења    | датум смрти     |
| ------------------ | ----- | --------------- | --------------- |
| Сара Анастасијевић |       | 27. април 1836. | 28. април 1931. |

### Деца
| име          | слика | датум рођења     | датум смрти       | супружник        |
| ------------ | ----- | ---------------- | ----------------- | ---------------- |
| Кнез Алекса  |       | 10. јун 1859.    | 15. фебруар 1920. | Дарија Панкхурст |
| Кнез Божидар |       | 11. јануар 1862. | 14. април 1908.   | није се женио    |